# Station Mietków
Station Mietków is een spoorwegstation in de Poolse plaats Mietków.